# Jan Minnema van Haersma de With (1821-1889)
Jhr. Jan Minnema van Haersma de With (Leeuwarden, 25 september 1821 − 's-Gravenhage, 9 november 1889) was een Nederlands bestuurder.

## Biografie
De With was een telg uit het geslacht De With en een zoon van de militair en bestuurder Daniel de Blocq van Haersma de With (1797-1857) en Adriana Heringa (1764-1828). De With promoveerde in 1845 te Utrecht. Vervolgens werd hij advcocaat. Vanaf 1846 was hij bestuurder, eerst secretaris (1846-1849), vervolgens grietman van Oostdongeradeel tot 1851 om vervolgens van 1851 tot 1854 de eerste burgemeester van de gemeente Oostdongeradeel te worden; van 1855 tot 1865 was hij burgemeester van Leeuwarderadeel. Van 1849 tot 1859 was hij tevens lid van Provinciale Staten van Friesland. Hij bekleedde daarnaast nog verscheidene andere functies.
Jhr. mr. J.M. van Haersma de With overleed in 1889 op 68-jarige leeftijd.

## Huwelijk en kinderen
Hij trouwde in 1847 met Jacoba Cecilia Coenradina van Boelens (1822-1864), met wie hij zeven kinderen kreeg, onder wie:
- Jhr. mr. Daniël de Blocq van Haersma de With (1850-1928), burgemeester;
- Jkvr. Volkertina Adriana van Haersma de With (1857-1916); trouwde in 1878 met jhr. mr. Willem Marcus van Weede, heer van de Berencamp (1848-1925), minister;
- Jkvr. Anna Cornelia van Haersma de With (1864-1930); trouwde in 1885 met jhr. mr. Abraham Daniël Theodoor Gevers, heer van Kethel en Spaland (1856-1896), burgemeester.

- Biografisch Portaal: 47540320
- Digitale Bibliotheek voor de Nederlandse Letteren: minn008